# Aarón Hernán
Aarón Hernán (Camargo, 20 de novembro de 1930 – 26 de abril de 2020) foi um ator mexicano de cinema e televisão

## Morte
Morreu no dia 26 de abril de 2020, aos 89 anos.

## Carreira

### Telenovelas
- La sombra del pasado (2014) como Padre Sixto
- De que te quiero, te quiero (2013-2014) como Don Vicente Cáceres
- Un refugio para el amor (2012) como el Juez en la boda de Rodrigo y Gala.
- Llena de amor (2010-2011) como Don Máximo Ruiz y de Teresa.
- Sortilegio (2009) como Don Porfirio Betancourt.
- Tormenta en el paraíso (2007-2008) como el Padre Augusto.
- Amor sin maquillaje (2007).
- Código postal (2006-2007) como Don Guillermo De Alba.
- Alborada (2005-2006) como el Regidor Don Anselmo Iturbe y Pedroza.
- Barrera de amor (2005-2006) como José Maldonado.
- Corazones al límite (2004) como Arthur.
- Amarte es mi pecado (2004) como Joaquín Arcadio.
- ¡Vivan los niños! (2002-2003) como el Notario Sotomayor.
- Salomé (2001-2002) como Arturo Montesino.
- Rayito de luz (2000-2001) (mini) como el Padre Constantino.
- Cuento de Navidad  (1999-2000) (mini) como Don Leonardo.
- Laberintos de pasión (1999-2000) como Lauro Sánchez.
- La mentira (1998) como el Padre Pablo Williams.
- Desencuentro (1997-1998) como Matías.
- Huracán (1997-1998) como Don Leonardo Robles.
- Pueblo chico, infierno grande (1997) como Don Felipe Tovar.
- Sentimientos ajenos (1996-1997) como Andrés Barrientos.
- La antorcha encendida (1996) como el Canónigo Julián de Ibarne.
- Marisol (1996) como Don Alonso Garcés del Valle.
- Imperio de cristal (1994-1995) como Bernal Estrada.
- El vuelo del águila (1994-1995) como Bernardo Reyes.
- Clarisa (1993) como Dr. Héctor Brenes.
- La fuerza del amor (1990-1991) como Rómulo.
- Senda de gloria (1987) como Pascual Ortiz Rubio.
- Te amo (1984) como Matías.
- El amor nunca muere (1982) como Teodoro.
- Leona Vicario (1982) como Don Agustín Pomposo.
- Al rojo vivo (1980-1981) como Julio Segovia.
- Pasiones encendidas (1978) como Luis / Luciano.
- Pacto de amor (1977)
- Paloma (1975) como Gustavo Romero.
- Ven conmigo (1975) como Carlos.
- La tierra (1974/75) como Nacho
- Extraño en su pueblo (1973/74) como el Dr. Clarke.
- Mi rival (1973) como Anselmo.
- El carruaje (1972) como Sebastián Lerdo de Tejada.
- Muchacha italiana viene a casarse (1971) como Patricio de Castro.
- La constitución (1970) como Antonio Díaz Soto y Gama.
- La cruz de Marisa Cruces (1970).
- No creo en los hombres (1969).
- Puente de amor (1969).
- Más allá de la muerte (1969).
- Pasión gitana (1968).
- La tormenta (1967) como Armando.
- El juicio de nuestros hijos (1967) como Alex.
- Dicha robada (1967) como Javier
- El patio de Tlaquepaque (1966).
- Cristina Guzmán (1966).
- Amor y orgullo (1966).
- La mentira (1965).
- El refugio (1965)
- El abismo (1965).

### Séries
- Adictos (2009).
- Los simuladores (2009) como el Abuelo.
- Mujeres asesinas (2008) - Ángel. Capítulo "Cándida, esperanzada"
- Vecinos (2007) como el Licenciado.
- Cosas de casados (1986) como Aarón.

### Cinema
- Atentado (2010)....como el Ministro de Justicia.
- No eres tú, soy yo (2009)....como Horacio.
- El redentor  (2004)...como El Comisario.
- Mariana, Mariana (1987 de Alberto Isaac)....como el Papá de Carlos
- Preparatoria (1983).
- 4 hembras y un macho menos (1979).
- Bandera rota (1978).
- La leyenda de Rodrígo (1977).
- Llovizna  (1977).
- Nuevo Mundo (1976).
- Coronación (1976)....como Carlos.
- Renuncia por motivos de salud (1976)....como Ministro Pascual Tamayo.
- Longitud de guerra (1976)....como Reyes Domínguez.
- Presagio (1975).
- Apolinar (1972).
- Trampa para un cadáver (1969).
- La trinchera (1968).
- El planeta de las mujeres invasoras (1967)....como Homem sequestrado.
- Una Horca para el Texano (1967).
- Arrullo de Dios (1966).
- El indomable (1966).
- El secreto del texano (1966).
- Sí quiero (1965).
- Viento negro (1965).
- Cri Crí, el grillito cantor (1963).
- La risa de la ciudad (1963)

### Teatro
- Ser es ser visto (2012)
- Elsa y Fred (2010)
- Claudia, me quieren volver loca
- Doce hombres en pugna (2008)....como Jurado 9
- Sueña (2007) (Finding Neverland)
- Alerta en misa (80´s)
- La divina Sarah (80´s)
- El inspector general
- Los hombres del cielo (1965)

## Prêmios e Indicações

### Prêmio TVyNovelas
| Ano  | Categoria              | Telenovela                  | Resultado |
| ---- | ---------------------- | --------------------------- | --------- |
| 2014 | Melhor ator co-estelar | De que te quiero, te quiero | Nominado  |

- Prêmio TVyNovelas (2004) Trajetória como ator: Aarón Hernán.

### Califa de Oro
| Ano  | Categoria      | Telenovela | Resultado |
| ---- | -------------- | ---------- | --------- |
| 1999 | Melhor atuação | La mentira | Ganador   |